# Ermita de la Santa Cruz del Milagro
La Ermita de la Santa Cruz del Milagro es una edificación colonial, de estilo barroco, actualmente en ruinas, ubicada en Santiago de los Caballeros de Guatemala (Antigua Guatemala).
Esta ermita tiene un valioso significado en la memoria de los antigüeños por ser el origen de una famosa leyenda de la época colonial, "La Cruz del Milagro", una cruz que se dice tenía la capacidad de temblar por sí sola, además de poseer una bella imagen del Nazareno, hoy conocido como "Jesús Nazareno de los Milagros", esculpida por el maestro Alonso de la Paz y Toledo y donada por Don Lorenzo de Paz a dicha ermita en 1736.

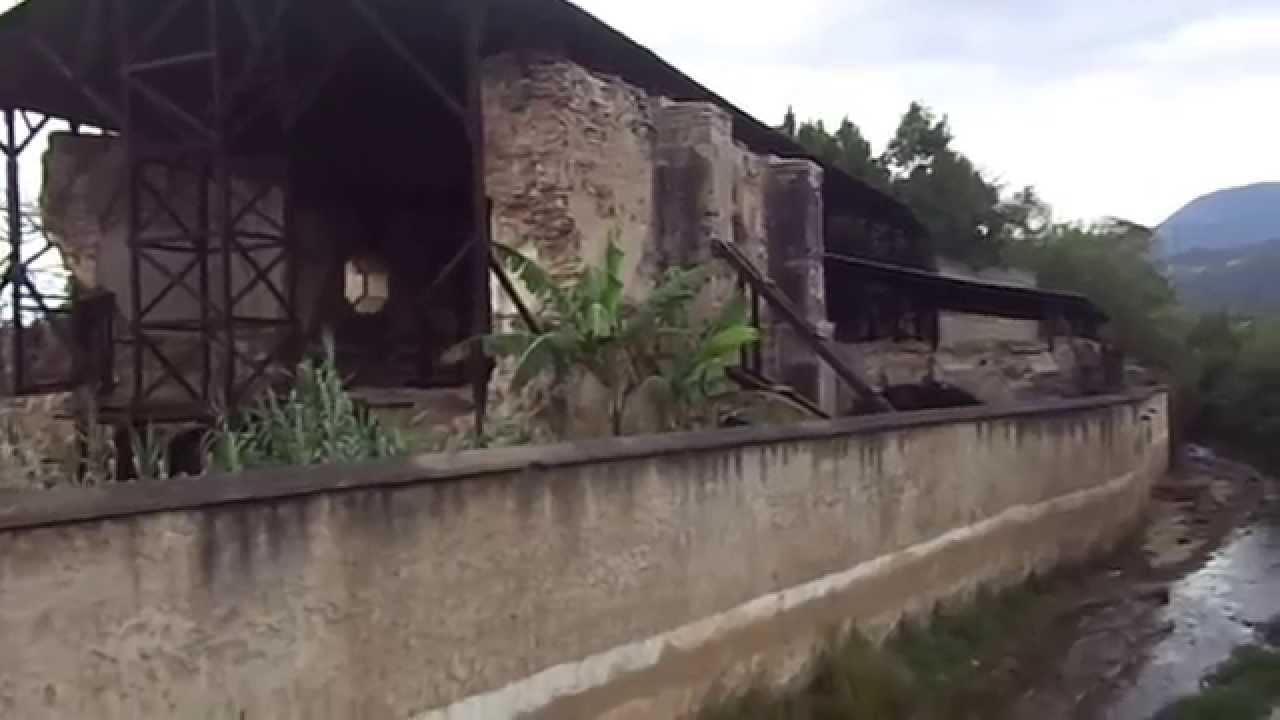
Ruinas de la ermita de la Santa Cruz del Milagro